# Geokichla piaggiae
Geokichla piaggiae е вид птица от семейство Turdidae. Видът е незастрашен от изчезване.

## Разпространение
Разпространен е в Бурунди, Демократична република Конго, Етиопия, Кения, Руанда, Южен Судан, Танзания и Уганда.